# Mfanzile Dlamini
Mfanzile Dlamini (ur. 18 lutego 1983 w Bhunya) – suazyjski piłkarz grający na pozycji napastnika. W swojej karierze rozegrał 35 meczów i strzelił 9 goli w reprezentacji Eswatini.

## Kariera klubowa
Do 2012 roku Dlamini grał w klubie Mhlambanyatsi Rovers FC. W latach 2001–2003 występował w południowoafrykańskim Tembisa Classic FC. W latach 2003–2007 ponownie był zawodnikiem Mhlambanyatsi Rovers FC. W sezonie 2003/2004 został z nim mistrzem kraju. W latach 2007–2011 był piłkarzem Royal Leopards FC. W sezonie 2007/2008 wywalczył z nim mistrzostwo, a w sezonie 2008/2009 wicemistrzostwo kraju. W 2011 roku zdobył Puchar Eswatini. W 2011 roku wrócił do Mhlambanyatsi Rovers FC, w którym grał do 2013 roku, czyli do końca swojej kariery.

## Kariera reprezentacyjna
W reprezentacji Eswatini Dlamini zadebiutował 8 marca 1998 w przegranym 0:1 meczu COSAFA Cup 2008 z Angolą. Od 1998 do 2009 wystąpił w kadrze narodowej 35 razy i strzelił 9 goli.